# 帶扣
带扣是一种用于將兩條或一條帶子末端固定在一起的配件。 在拉鏈发明之前，人們主要通過帶扣讓兩條帶子緊密相連。在拉鏈被發明出來後帶扣依舊使用頻繁。  有些带扣不僅具有实用性還具有装饰性。

带扣